# Nanping
Nanping (chinesisch 南平市, Pinyin Nánpíng shì) ist die nordwestlichste bezirksfreie Stadt der chinesischen Provinz Fujian. 

## Geografie

### Lage
Die Stadt grenzt an die Nachbarprovinzen Jiangxi und Zhejiang. 

### Klima
Nanping hat – wie der Rest der Provinz Fujian – ein feuchtes subtropisches Klima mit kurzen, milden Wintern und langen, heißen, feuchten Sommern. Die Durchschnittstemperatur reicht von 9,7 °C im Januar bis zu 28,7 °C im Juli. Die jährliche Durchschnittstemperatur liegt bei 19,50 °C. Der monatliche Niederschlag beträgt von März bis Juni mehr als 200 mm und lässt bis zum Winter allmählich nach. Die Stadt hat 1.721 Sonnenstunden im Jahr, wobei der Sommer die sonnenreichste Zeit im Jahr ist. Die Winter hingegen sind feucht und bewölkt.

## Administrative Gliederung

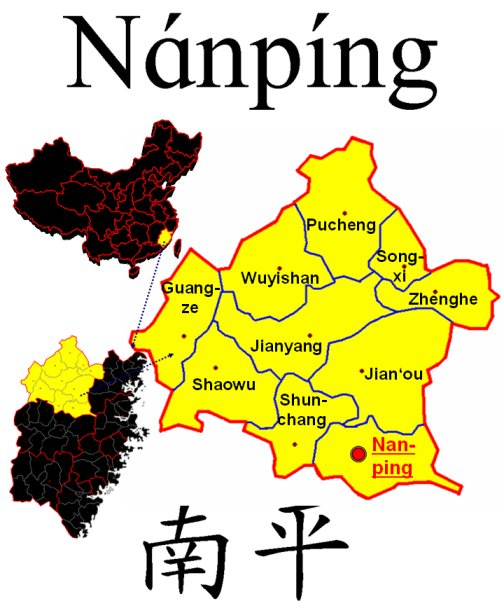
Lage von Nanping

Auf Kreisebene setzt sich Nanping aus zwei Stadtbezirken, fünf Kreisen und drei kreisfreien Städten zusammen. Diese sind (Stand: 2020):
- Stadtbezirk Yanping (延平区), 2.653 km², 454.605 Einwohner, traditionelles Stadtzentrum;
- Stadtbezirk Jianyang (建阳区), 3.383 km², 340.843 Einwohner, Sitz der Stadtregierung;
- Kreis Shunchang (顺昌县), 1.980 km², 179.064 Einwohner, Hauptort: Straßenviertel Shuangxi (双溪街道);
- Kreis Pucheng (浦城县), 3.381 km², 297.719 Einwohner, Hauptort: Straßenviertel Nanpu (南浦街道);
- Kreis Guangze (光泽县), 2.241 km², 130.294 Einwohner, Hauptort: Großgemeinde Hangchuan (杭川镇);
- Kreis Songxi (松溪县), 1.041 km², 130.867 Einwohner, Hauptort: Großgemeinde Songyuan (松源镇);
- Kreis Zhenghe (政和县), 1.744 km², 179.413 Einwohner, Hauptort: Straßenviertel Xiongshan (熊山街道);
- Stadt Shaowu (邵武市), 2.857 km², 273.721 Einwohner;
- Stadt Wuyishan (武夷山市), 2.804 km², 259.668 Einwohner;
- Stadt Jian’ou (建瓯市), 4.198 km², 434.451 Einwohner.

## Wirtschaft

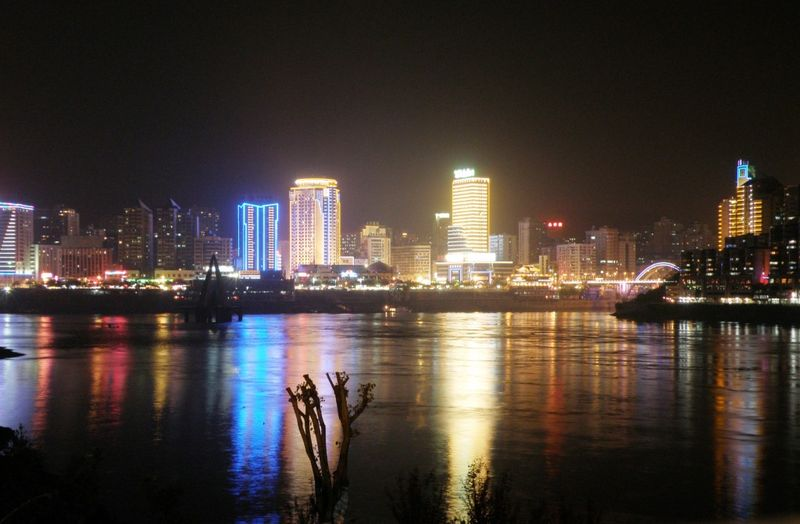
Die Stadt Nanping bei Nacht

### Eckdaten
- Bruttoinlandsprodukt-Gesamt: 25,5 Milliarden Renminbi
- Bruttoinlandsprodukt pro Kopf: 8.368 Renminbi
- Exporte: 143 Millionen US-Dollar
- Importe: 65 Millionen US-Dollar

### Tourismus

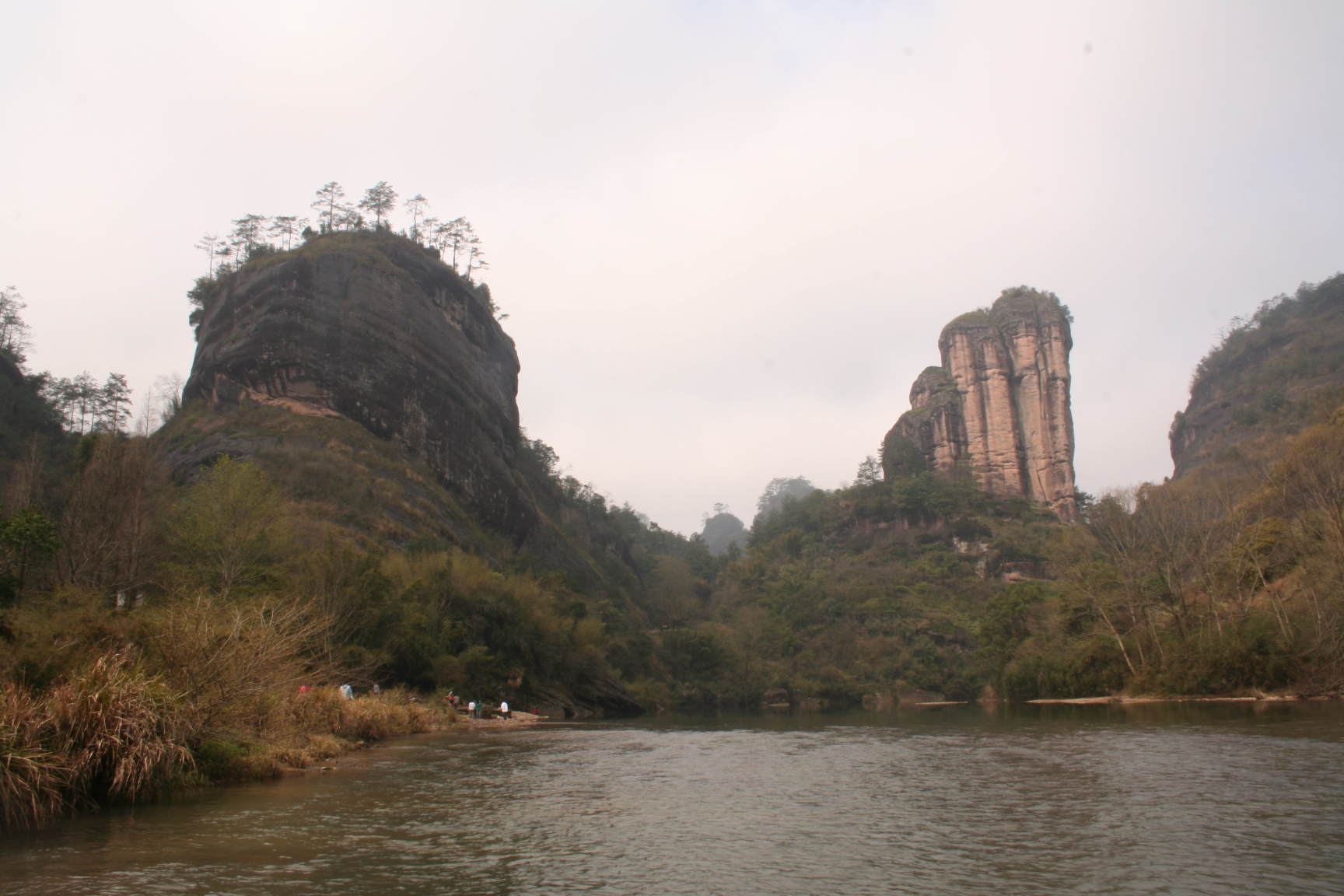
Wuyi-Berge

Im Jahr 2002 besuchten 182.345 Touristen die Stadt Nanping. Besondere Sehenswürdigkeiten der Stadt sind die Wuyi-Berge und der Mangdang-Berg.
Das Wuyi-Gebirge, an der Grenze zu Zhejiang, hat sich zu einem beliebten Ziel des innerchinesischen Tourismus entwickelt. Es zählt zum UNESCO-Weltnaturerbe.

## Verkehr
Nanping ist Ausgangspunkt der Bahnstrecke Nanping–Longyan, einer Neubaustrecke, die am 29. Dezember 2018 eröffnet wurde.

## Söhne und Töchter der Stadt
- Yung Wing (1828–1912), Diplomat
- Zhang Ying, Beachvolleyballspielerin
- Li Wenquan (* 1986), Bogenschütze
- Xue Chen (* 1989), Beachvolleyballspielerin